# Jakoba libera
Jakoba libera — вид екскават родини Jakobidae. Живе у морських та солонуватих водах. Живиться бактеріями.